# Slowakei-Rundfahrt 2021
Die Slowakei-Rundfahrt 2021 war die 65. Austragung der Slowakei-Rundfahrt und fand als Etappenrennen vom 15. bis zum 19. September 2021 statt. Zudem gehörte das Radrennen zur UCI Europe Tour 2021 und war dort in die Kategorie 2.1 eingestuft.
Erstmals seit 2005 konnte mit Peter Sagan wieder ein Slowake die Rundfahrt gewinnen. Nach der dritten Etappe hatte er das Trikot übernommen und es bis zum Schluss verteidigt. Der Vorjahressieger Jannik Steimle verpasste als Zweiter knapp die Verteidigung des Gesamtsieges. In der Teamwertung setzte sich das deutsche Team DSM durch.

## Teilnehmende Mannschaften
| WorldTeams | ProTeams                                                                                                   | Continental Teams | Nationalmannschaften |
| --- | --- | --- | -------------------- |
| - Astana–Premier Tech - Bora-hansgrohe - Deceuninck-Quick-Step - Israel Start-Up Nation - Team BikeExchange - Team DSM - Team Qhubeka NextHash | - Bardiani CSF Faizanè - Equipo Kern Pharma - Gazprom-RusVelo - Team Novo Nordisk - Uno-X Pro Cycling Team | - Adria Mobil - Cycling Academy Trenčín - Cycling Team Friuli ASD - Dukla Banska Bystrica - Elkov-Kasper - HRE Mazowsze Serce Polski - Maloja Pushbikers - ATT Investments | - Slowakei           |

## Wertungen im Tourverlauf
| Etappe         | Etappensieger        | Gesamtwertung | Punktewertung  | Bergwertung    | Nachwuchswertung | Bester Slowake | Teamwertung           |
| -------------- | -------------------- | ------------- | -------------- | -------------- | ---------------- | -------------- | --------------------- |
| Prolog         | Kaden Groves         | Kaden Groves  | nicht vergeben | nicht vergeben | Julius Johansen  | Peter Sagan    | Deceuninck-Quick-Step |
| 1              | Álvaro Hodeg         | Álvaro Hodeg  | Eirik Lunder   | Andrea Garosio | Eirik Lunder     | Peter Sagan    | Deceuninck-Quick-Step |
| 2              | Jannik Steimle       | Álvaro Hodeg  | Álvaro Hodeg   | Andrea Garosio | Eirik Lunder     | Peter Sagan    | Team DSM              |
| 3              | Kristoffer Halvorsen | Peter Sagan   | Peter Sagan    | Andrea Garosio | Eirik Lunder     | Peter Sagan    | Team DSM              |
| 4              | Itamar Einhorn       | Peter Sagan   | Peter Sagan    | Andrea Garosio | Idar Andersen    | Peter Sagan    | Team DSM              |
| Wertungssieger | Wertungssieger       | Peter Sagan   | Martin Laas    | Andrea Garosio | Idar Andersen    | Peter Sagan    | Team DSM              |